# Pointe du Meinga

La pointe du Meinga constitue, après la pointe du Grouin, le deuxième promontoire rocheux le plus avancé dans la mer au large de l'Ille-et-Vilaine. Il se trouve sur la commune de Saint-Coulomb entre Cancale et  Saint-Malo.

## Situation
La pointe du Meinga est située entre la pointe du Grouin et la pointe de la Varde. C'est un site naturel protégé culminant à 46 m au-dessus de la mer, qui offre un panorama sur le littoral allant du Cap Fréhel à la pointe du Grouin. Elle est placée entre l'anse du Guesclin et son île du Guesclin, et le havre de Rothéneuf fermé par l'Île Besnard. 

## Histoire
Cet espace naturel protégé est reconnu pour son patrimoine historique. Des objets et constructions découverts sur le site témoignent d'une implantation humaine datant de l'âge du fer.
Acquise par le Conservatoire du littoral depuis 1978, cette pointe rocheuse est gérée par le Conseil Général d'Ille-et-Vilaine comme d'autres sites de la côte d'Émeraude.

## Faune et flore
Par son exposition aux vents du large et aux embruns salés, la végétation se présente essentiellement sous forme de pelouses et landes littorales abritant une faune discrète incluant la fauvette pitchou, le lézard vivipare, le faucon crécerelle…
Ses escarpements rocheux et ses corniches surplombant la mer, constituent un site de reproduction pour quelques oiseaux côtiers :  goéland, cormoran, huîtrier pie…